# Vacanță tragică
Vacanță tragică este un film istoric românesc din 1979 regizat de Constantin Vaeni. Rolurile principale au fost interpretate de actorii Mircea Diaconu, Anda Onesa și Radu Ionescu. A avut premiera la 21 mai 1979. Filmul este o adaptare a romanului Nada Florilor și a altor povestiri scrise de Mihail Sadoveanu.
Vacanță tragică prezintă conflictul dramatic între luptătorii socialiști și forțele de poliție în timpul Răscoalei Țărănești din 1888. Scenariul a fost scris de Constantin Mitru, cel care mai colaborase la scrierea scenariilor a trei filme inspirate din prozele lui Sadoveanu și regizate de Mircea Drăgan: Neamul Șoimăreștilor (1965, împreună cu Alexandru Struțeanu), Frații Jderi (1974, împreună cu Profira Sadoveanu și Mircea Drăgan) și Ștefan cel Mare - Vaslui 1475 (1975, împreună cu Valeria Sadoveanu și Mircea Drăgan). Durata filmului este de 81 de minute. Filmările au fost realizate în perioada 4 septembrie - 1 decembrie 1978 în comunele Pârteștii de Jos și Frătăuții Vechi din județul Suceava.

## Rezumat
Acțiunea filmului se petrece într-un ostrov din apropierea orașului Fălticeni pe la sfârșitul secolului al XIX-lea și prezintă un conflict cu final tragic între luptătorii socialiști și forțele de poliție. Muncitorul tipograf Sandu, membru al Cercului muncitoresc din Iași, se ascunde pe Nada Florilor în timpul revoltei țărănești din 1888, fiind urmărit de poliție. Subiectul a fost politizat și înțesat cu lozinci demagogice, de aceea criticul Călin Căliman considera acest film ca fiind „conjunctural și perisabil”. Personajele discută despre revista Contemporanul, apărută la Iași între iulie 1881 și mai 1891, sub îngrijirea militanților socialiști Ioan Nădejde și Vasile G. Morțun, precum și despre ideile politice ale lui Karl Marx și Friedrich Engels.

## Distribuție
Distribuția filmului este alcătuită din:
- Mircea Diaconu — muncitorul tipograf Sandu, membru al Cercului muncitoresc din Iași
- Anda Onesa — Zamfirița, iubita lui Sandu
- Mircea Albulescu — comisarul Vacamar (Vacă-Mare) al poliției din Fălticeni
- Remus Mărgineanu — mutul Dumitrache, fratele lui Sandu
- Octavian Cotescu — ing. Manole Dumitraș
- Mihai Mereuță — badea Ifrim Tulbure
- Ada D'Albon — Leona, sora ing. Dumitraș
- Florin Zamfirescu — pescarul Culai, un băiat mai mare
- Mitică Popescu — nea Spânu
- Radu Ionescu — liceanul Iliuță Dumitraș, fiul ing. Dumitraș
- Alexandru Drăgan — actor
- Gabriel Oseciuc — actor, tânărul sufleor
- Coca Andronescu — actriță, interpreta subretei
- Damian Crâșmaru — actor, interpretul baronului Alfredo
- Florina Cercel — actriță, interpreta baroanei
- George Paul Avram — actor, interpretul amorezului
- Constantin Dinulescu — boierul Coculeț
- Cornelia Oseciuc — Profirița, sora lui Dumitrache, amăgită de boierul Coculeț
- Dumitru Chesa
- Mircea Cosma — ofițerul Răzescu, comandantul unității de dorobanți
- Mircea Gogan
- Stelian Preda
- Panait Crăciun
- Ion Albu
- Boris Perevoznic

## Producție
Filmul a fost produs de Casa de filme Trei și distribuit de Româniafilm. Filmările au avut loc în perioada 4 septembrie – 1 decembrie 1978 în comunele Pârteștii de Jos și Frătăuții Vechi din județul Suceava, Bucovina. Cheltuielile de producție s-au ridicat la 3.357.000 lei.

## Primire
Filmul a fost vizionat de 1.508.002 spectatori în cinematografele din România, după cum atestă o situație a numărului de spectatori înregistrat de filmele românești de la data premierei și până la data de 31 decembrie 2014 alcătuită de Centrul Național al Cinematografiei.
Vacanță tragică a obținut două premii ale Asociației Cineaștilor din România (ACIN) în 1979: premiul pentru coloană sonoră (acordat inginerului de sunet Andrei Papp) și o diplomă de onoare pentru interpretare (acordată actorului Remus Mărgineanu).